# Scotophaeus
Scotophaeus là một chi nhện trong họ Gnaphosidae.

## Hình ảnh

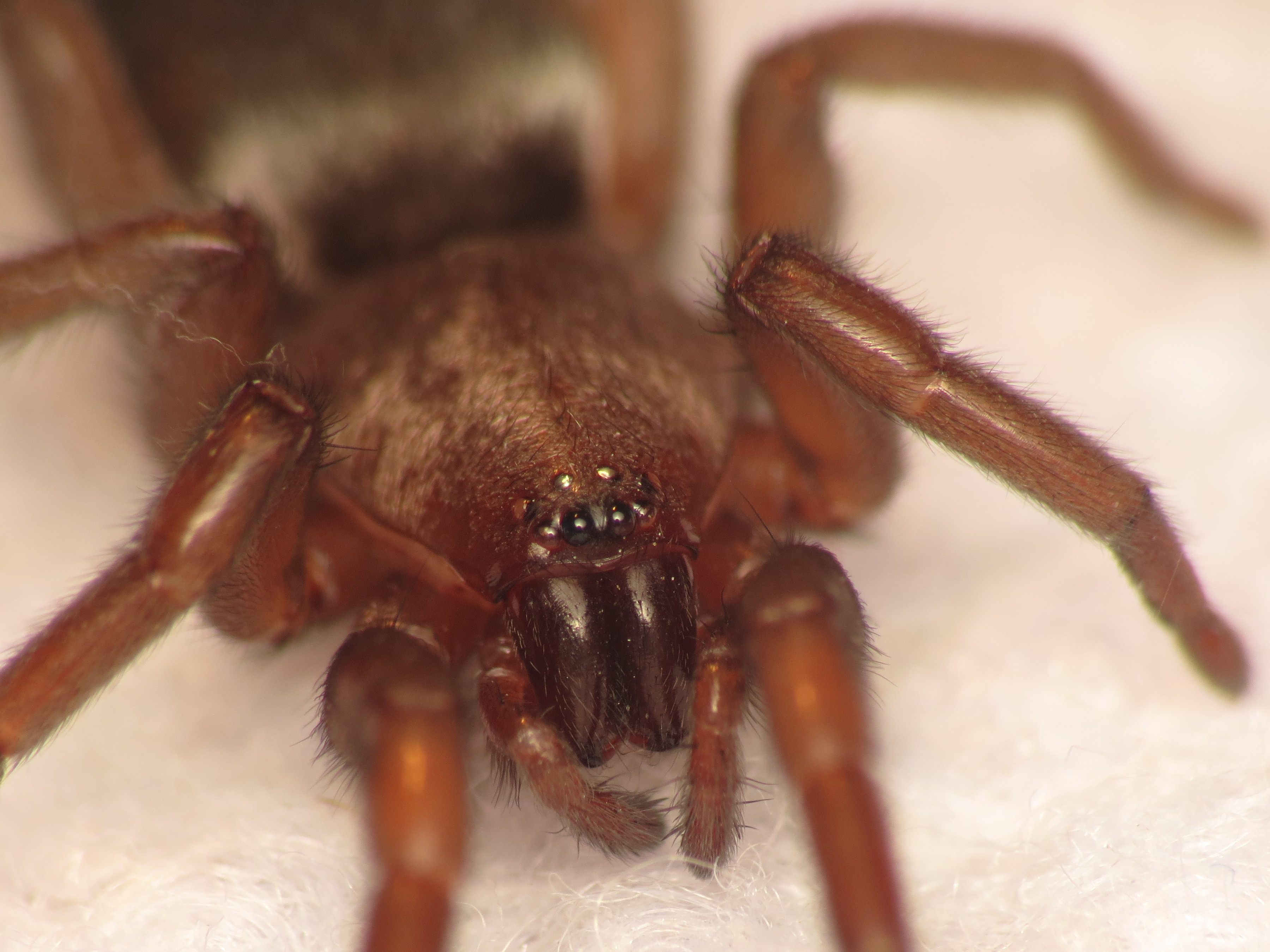
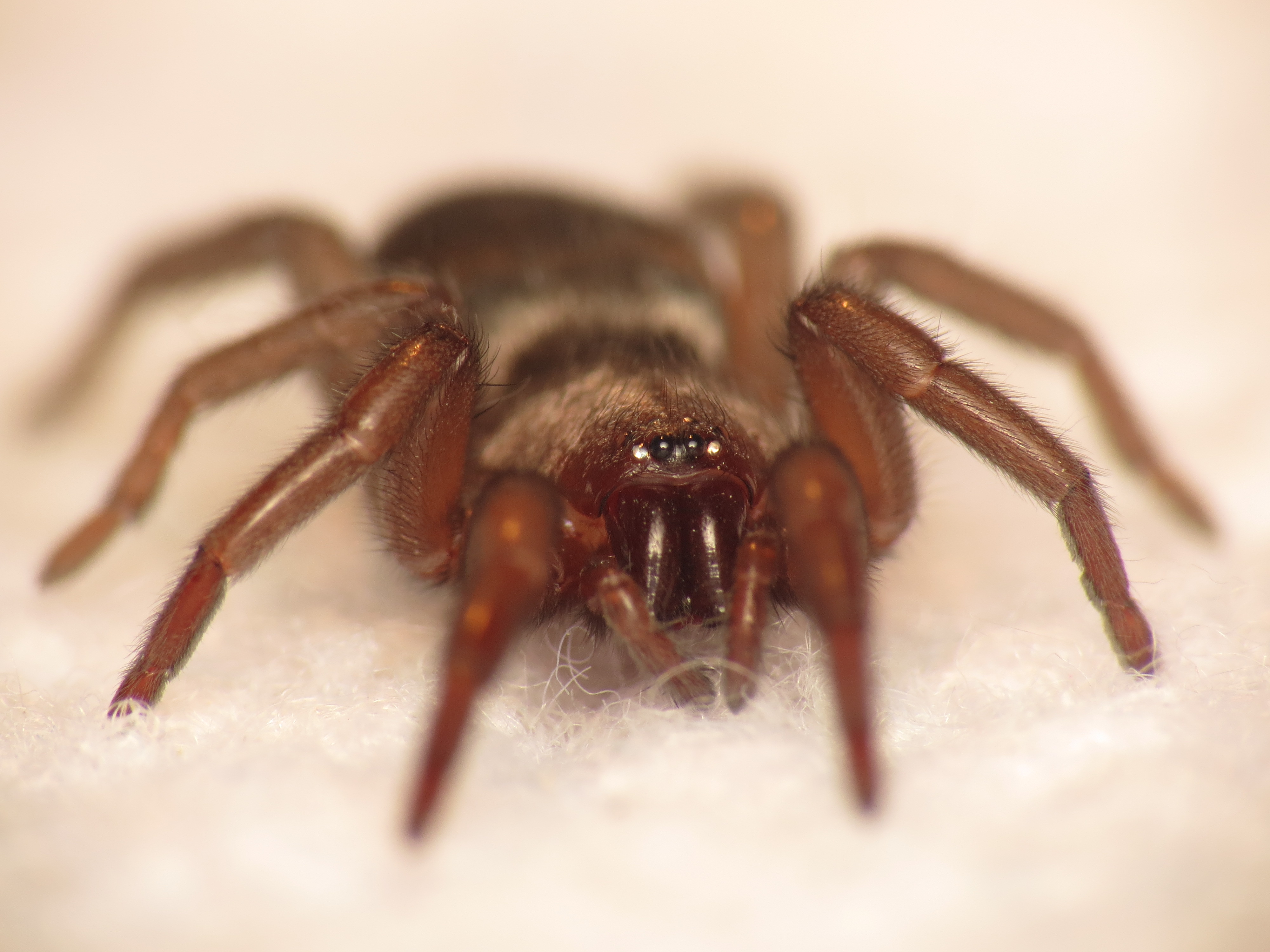
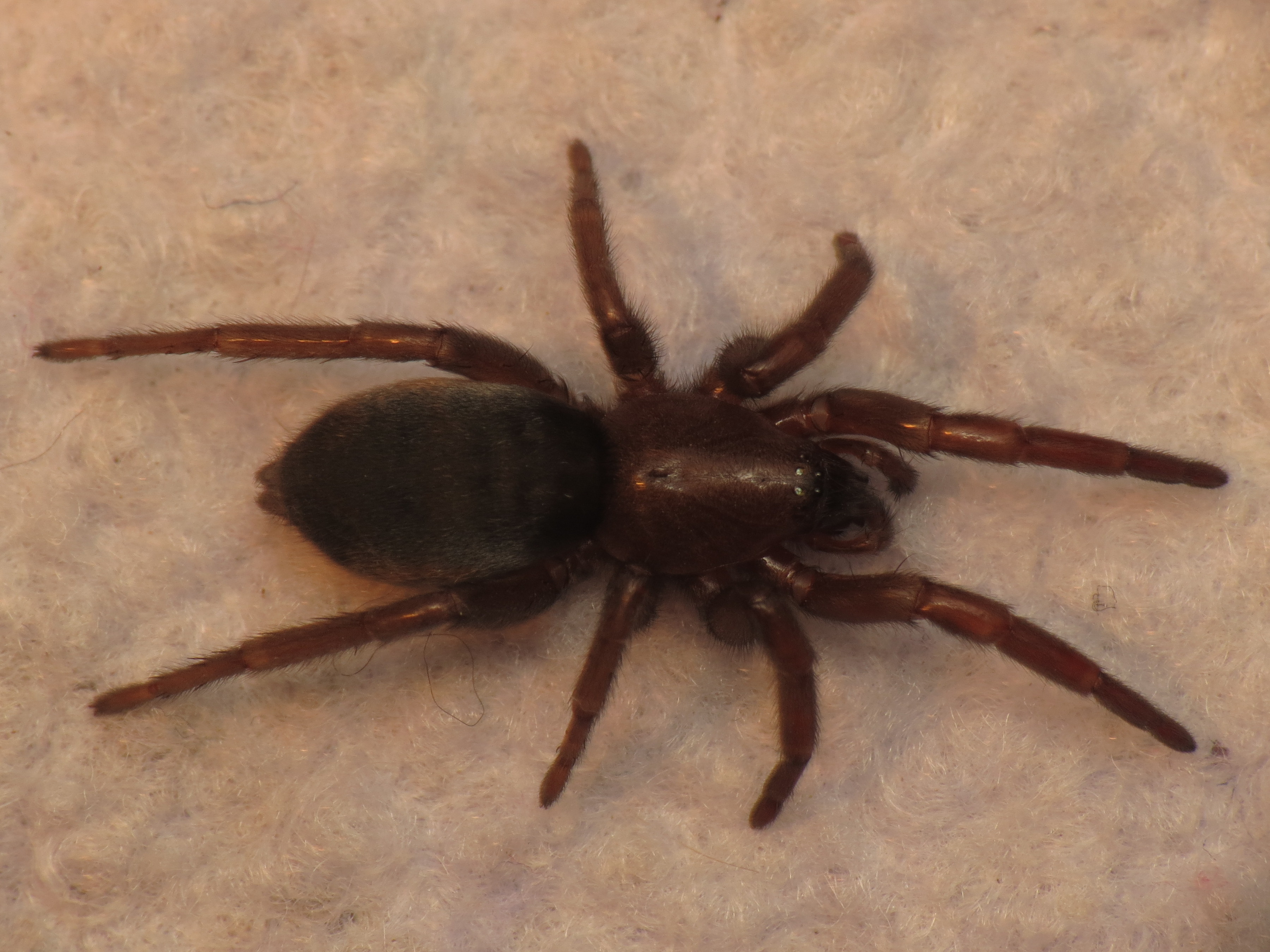
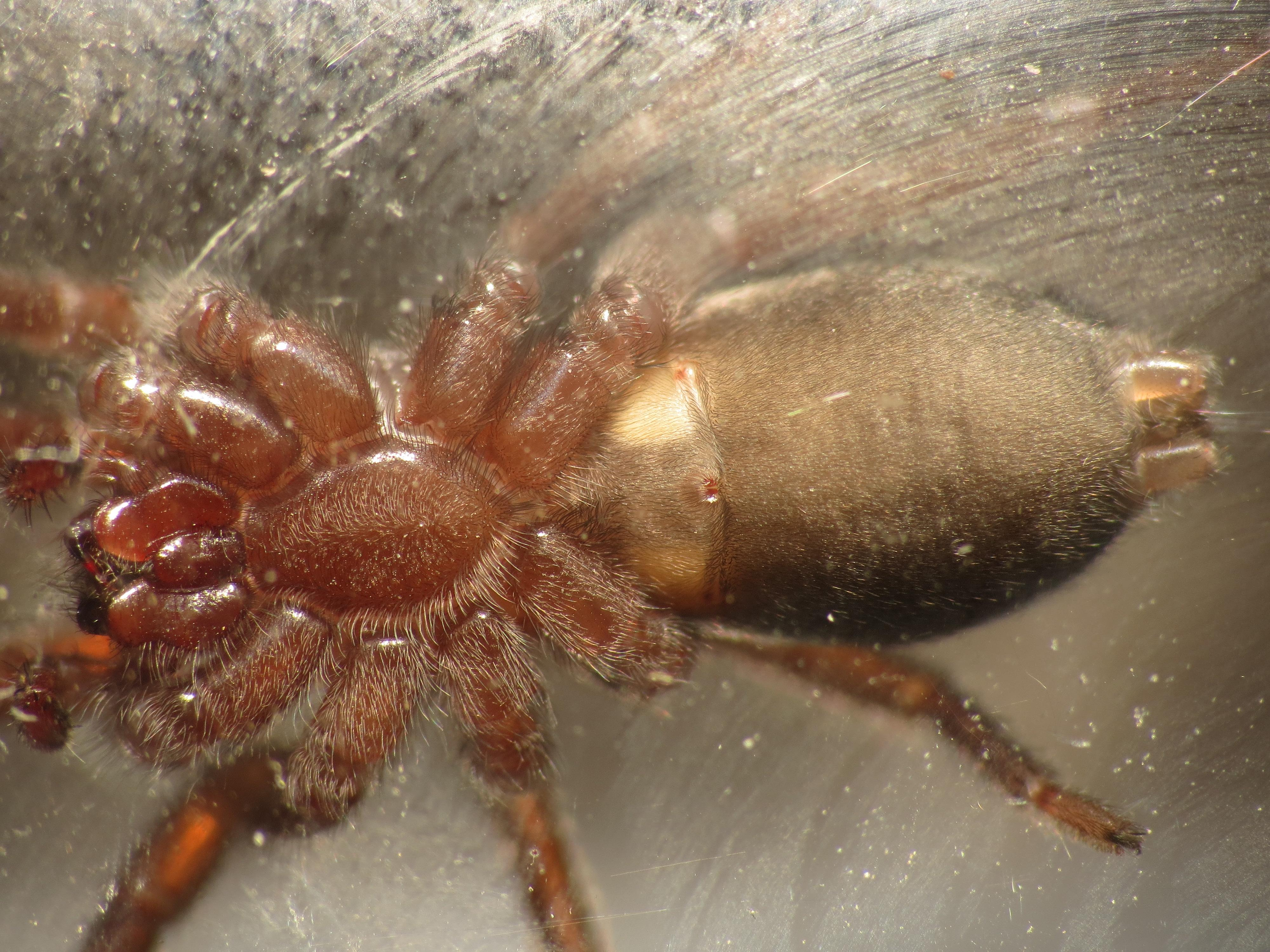